# Bibliothèque publique et universitaire de Neuchâtel
Pour les articles homonymes, voir Bibliothèque publique et universitaire.
La Bibliothèque publique et universitaire de Neuchâtel (BPUN) est une bibliothèque publique, située dans la ville de Neuchâtel, en Suisse.

## Missions
Depuis 1983, la bibliothèque de Neuchâtel est une fondation de droit privé (selon les art. 80 et suivants du Code civil suisse), financée pour un tiers par le canton de Neuchâtel et deux tiers par la ville,.
Sa tâche est triple : sauvegarder le patrimoine culturel régional, servir de bibliothèque d’étude à l’Université de Neuchâtel et aux écoles secondaires supérieures et répondre aux besoins du public en information et en culture générale.
Elle n'est pas à proprement parler une bibliothèque cantonale mais en assume certaines fonctions pour les districts du bas du canton de Neuchâtel. Elle entretient par ailleurs des relations privilégiées avec les sociétés savantes neuchâteloises, auxquelles elle fournit de nombreuses prestations, par exemple l'Association Jean-Jacques Rousseau Neuchâtel ou la Société du livre contemporain.

## Historique
Comme beaucoup d’autres bibliothèques suisses, la Bibliothèque de Neuchâtel est issue des Lumières, une époque marquée par une intense fermentation littéraire et scientifique. Elle est créée en 1788 grâce à des fonds prélevés sur le legs de David de Pury à la Ville de Neuchâtel. Ses premiers locaux se situent à l’angle sud-est du premier étage de la "Maison du Trésor".
Une Commission littéraire, nommée par le Conseil général (législatif), est chargée dès 1788 de constituer le premier fonds de livres. Elle traite avec les libraires de la place et est à l’affût des ventes de bibliothèques de neuchâtelois. En 1795, elle profite ainsi de la dispersion de la belle collection de Pierre-Alexandre DuPeyrou, l’ami et protecteur de Rousseau, pour se procurer quelques belles pièces. Mais c’est de Paris que proviennent les premières belles collections, émanant pour la plupart de bibliothèques particulières vendues aux enchères. Les premières années de la Bibliothèque sont marquées par des dons importants d'archives : en 1794, ce sont les papiers du professeur Louis Bourguet qui y sont déposés, comprenant des lettres de plusieurs correspondants du savant. L’année 1795 voit arriver un nouveau don : les archives de Jean-Jacques Rousseau.
En 1808, la bibliothèque doit quitter le bâtiment du Trésor, trop humide, pour le second étage de l’Hôtel de Ville. Ce n’est qu’en 1838 qu’elle trouve un logement définitif dans le Collège latin, nouvellement construit pour abriter les collections historiques, ethnographiques, artistiques et scientifiques de la Ville, les classes secondaires et les auditoires de l’Académie ainsi que quelques ateliers de peinture. Elle y occupe, au début, quatre belles grandes salles au second étage est. La fonction universitaire de la bibliothèque est reconnue en 1909 lors de l’érection de l’Académie en Université. Un peu avant, en 1902, elle s’ouvre au grand public avec la création d’une section de "lectures populaires". En 1968, cette section est aménagée en libre accès dans des locaux distincts sous le nom de "lecture publique" de la bibliothèque de la ville.
La transformation de la bibliothèque se poursuit au début des années 1980 après le déménagement du musée d’histoire naturelle qui libère d’importantes surfaces dans le Collège latin. La bibliothèque se dote alors d’une nouvelle section de lecture publique au second étage ouest du bâtiment, de la salle Rousseau, d’une salle de conférence (qui abrite alors le fonds Edouard Rott), de nouveaux magasins et d’une chambre forte.
En 1989, la bibliothèque s’équipe d’un système informatisé de gestion de bibliothèque intégré pour ses services locaux (prêts, acquisitions, périodiques) et se rattache au réseau suisse romand RERO de catalogage partagé. Elle est à l’origine de la création, en 1996, du "Réseau des bibliothèques neuchâteloises et jurassiennes" (RBNJ), un partenariat entre la bibliothèque de la ville de La Chaux-de-Fonds, les bibliothèques de l’Université de Neuchâtel, la bibliothèque publique et universitaire de Neuchâtel et les principales bibliothèques jurassiennes, qui permet la gestion centralisée des fonctions locales de prêt et de consultation.

En 2021, partout en Suisse, à la suite du départ des bibliothèques des Universités, des Hautes écoles et des bibliothèques vaudoises, le réseau RERO se réorganise et se dote d'un nouvel outil de gestion: RERO ILS. Le réseau réunit désormais 59 bibliothèques des cantons de Neuchâtel, du Jura, du Valais et de Fribourg (Bulle). Par ailleurs, le 9 décembre 2019 se constitue à La Chaux-de-Fonds l’Association des bibliothèques neuchâteloises dite Biblioneuchâtel.

## Espaces

### Lecture publique
L’espace lecture publique propose pour le prêt à domicile un fonds récréatif et de culture générale d’environ 40 000 documents en libre accès, sur des supports variés. On y trouve des romans et des documentaires pour adultes et adolescents dès 14 ans, des bandes dessinées et des mangas, des livres en gros caractères, des livres en français facile, des revues et des livres en langues étrangères. On peut également y emprunter des documents multimédias tels que DVD, livres audios, méthodes de langues ainsi que des liseuses thématiques contenant des e-books déjà téléchargés.

### Fonds d'étude
Le fonds d’étude comprend quelque 323'384 ouvrages de culture générale, concernant surtout les sciences humaines, rangés en magasins. Une sélection des dernières acquisitions et une collection de classiques de la littérature sont proposés en libre accès. 8 000 documents environ viennent chaque année s'y ajouter. La plupart peuvent être empruntés.

### Salle de lecture
La salle de lecture, qui compte environ 70 places de travail destinées à l'étude, met à la disposition des lecteurs des ouvrages de référence, des dictionnaires, des encyclopédies, ainsi que des journaux et des revues. Ces documents sont à consulter sur place.

### Espace Rousseau Neuchâtel
L'Espace Rousseau Neuchâtel est un petit musée qui retrace principalement le séjour de Jean-Jacques Rousseau dans la Principauté de Neuchâtel de 1762 à 1765. On y découvre des manuscrits exceptionnels (Les Rêveries du promeneur solitaire, Les Confessions, Dictionnaire de musique ou l’Essai sur l’origine des langues), de la correspondance avec d'illustres personnalités (Voltaire, Diderot ou Georges Keith), des portraits gravés, des planches d’herbier datant du 18e siècle. Par ailleurs, au moyen de bornes interactives, on peut écouter de la musique composée par Rousseau, feuilleter une collection de manuscrits et de gravures ou encore entendre des interviews de spécialistes sur les domaines de prédilection de Rousseau. Un film (disponible en français, anglais et allemand) emmène finalement en images le visiteur sur les pas de Jean-Jacques Rousseau dans la Principauté de Neuchâtel.

## Collections

### Fonds imprimés
Depuis 1990, les ouvrages, modernes comme anciens, les périodiques ainsi que l'iconographie et les affiches (depuis 2013) sont catalogués dans RERO ILS. L'ancien fichier, aujourd'hui numérisé, recouvre quant à lui la période allant des débuts de la Bibliothèque à 1990. En parallèle, les ex-libris et les menus possèdent leurs propres bases de données. La carte nationale de la Suisse (ainsi que l'"Atlas Siegfried" et la "Carte Dufour") sont également accessibles et répertoriés dans une base de données propre.
Quant à la bibliothèque des Pasteurs, entrée en 2015 à la BPUN, elle dispose d'un fichier papier même si, depuis 1989, une partie du fonds est également accessible dans le catalogue RERO ILS.
- Neocomensia : la bibliothèque conserve toutes les publications qui ont un rapport avec le canton de Neuchâtel, qui ont été écrites par ou en collaboration avec un neuchâtelois ou qui ont été édités ou imprimés dans le canton[28].
- Dossiers neuchâtelois : 1362 dossiers de littérature grise issue de collectivités neuchâteloises[29].
- Bibliothèque historique de la Vénérable Classe des pasteurs : Constituée dans les années 1530, peu après l’introduction du culte réformé dans la Principauté de Neuchâtel, elle couvre l’ensemble des domaines de la théologie[30]. Le fonds se compose de près de 100 000 ouvrages. On y trouve des documents anciens de très grande qualité, dont plusieurs incunables, mais également modernes et contemporains. Il comprend une importante collection de périodiques et des manuscrits.
- Livres anciens
- Périodiques : Environ 1600 titres de périodiques dont 360 en accès libre. Les sciences humaines sont particulièrement représentées[31].
- Iconographie : Fonds fermé constitué de plus de 4600 images originales (dessins, estampes, photographies, tableaux, etc.) et de reproductions diverses. La plus grande partie du fonds est constituée de portraits d'éminents personnages, essentiellement neuchâtelois, mais également suisses et étrangers. Le reste se compose de paysages, avec une nette proportion de vues régionales[32].
- Cartes géographiques : Environ 10 888[33] cartes, dont 5700 cartes nationales suisses (carte Dufour, Siegfried et carte nationale), 2718 datant d'avant 1850 et 86 manuscrites. Ce fonds renferme essentiellement des cartes régionales mais également des plans de villes suisses et étrangères[34].
- Affiches : Plus de 13 000 affiches considérées comme neuchâteloises, dont 300 imprimées avant 1950[35]. La collection d’affiches est composée de documents ayant un rapport avec Neuchâtel que ce soit par leur thème, leur créateur, ou leur commanditaire.
- Ex-libris : 10 416 vignettes décrites, de provenances diverses[36].
- Menus : Plus de 1000 menus qui proviennent, pour la plupart, de dons et de legs. Soit des menus de fêtes et de banquets, privés ou officiels, mais également des menus de restaurants. La majorité d’entre eux date de la "Belle Époque" et provient d’Allemagne et de Suisse[37].

### Fonds manuscrits
Les fonds manuscrits de la BPUN sont inventoriés dans le portail des archives neuchâteloises que l'institution partage également avec les Archives de l'État de Neuchâtel et la Bibliothèque de la Ville de La Chaux-de-Fonds. Tous les inventaires sur fiches n'ont cependant pas été informatisés et, parfois, les inventaires sur fiches font toujours foi. 
- Collection des manuscrits isolés : Près de 3'000 pièces manuscrites isolées du IXe siècle à nos jours[38].
- Fonds d'archives privées : Plus de 200 fonds d'archives privées émanant de personnalités, d’associations ou d’entreprises liées à Neuchâtel et à ses environs[39].
- Partitions de musique anciennes : Quelque 300 partitions manuscrites datant du XVIIIe siècle[39].

## Association des amis de la Bibliothèque
L’Association des amis de la Bibliothèque publique et universitaire de Neuchâtel a été créée en 2006. Elle a pour but de favoriser le développement et le rayonnement de l’institution, de soutenir ses activités et de participer à l’acquisition de livres ou de manuscrits exceptionnels dont le coût dépasse les possibilités financières de l’institution. L'association compte plus de trois cents membres.

## Publications de l'institution
- Michel Schlup (Éd.), Dominique de Montmollin et Michael Schmidt, L'illustration anatomique de la Renaissance au siècle des Lumières : catalogue d'exposition, La Chaux-de-Fonds, Typoffset Dynamic, coll. « Patrimoine de la Bibliothèque publique et universitaire de Neuchâtel », 1998, 95 p. (ISBN 9782882250131, lire en ligne)
- Michel Schlup (Éd.), Jean-Paul Haenni, Dominique de Montmollin et Michael Schmidt, Grands livres d'oiseaux illustrés de la Renaissance au XIXe siècle, La Chaux-de-Fonds, Favre, coll. « Patrimoine de la Bibliothèque publique et universitaire de Neuchâtel », 1999, 145 p. (ISBN 9782882250148, lire en ligne)
- Michel Schlup (Éd.), Dominique de Montmollin et Michael Schmidt, Navigateurs, explorateurs et aventuriers : grands livres de voyages maritimes de la Renaissance au XIXe siècle, La Chaux-de-Fonds, Favre, coll. « Patrimoine de la Bibliothèque publique et universitaire de Neuchâtel », 2000, 250 p. (ISBN 9782882250155, lire en ligne)
- Michel Schlup (Éd.) et Michael Schmidt, Explorateurs, voyageurs et savants : grands livres de voyages terrestres du XVIIe au XIXe siècle (Afrique et Amérique du Sud), La Chaux-de-Fonds, Impr. Favre, coll. « Patrimoine de la Bibliothèque publique et universitaire de Neuchâtel », 2001, 245 p. (ISBN 9782882250162, lire en ligne)
- Michel Schlup (Éd.), Robert Darnton, Jacques Rychner et Michael Schimdt, L'édition neuchâteloise au siècle des Lumières : la Société typographique de Neuchâtel (1769-1789), St-Blaise, Zwahlen, coll. « Patrimoine de la Bibliothèque publique et universitaire de Neuchâtel », 2002, 310 p. (ISBN 9782882250179, lire en ligne)
- Michel Schlup (Éd.), Jean Borie et Michael Schmidt, A bouche que veux-tu : menus propos gastronomiques et littéraires des Lumières à la Belle Epoque, Colombier, Gessler, coll. « Patrimoine de la Bibliothèque publique et universitaire de Neuchâtel », 2004, 350 p. (ISBN 9782882250186, lire en ligne)
- Michel Schlup (Éd.), Pierre-André Bersier et Michael Schmidt, Bibliophiles et mécènes : deux siècles de donations à la Bibliothèque de Neuchâtel, coll. « Patrimoine de la Bibliothèque publique et universitaire de Neuchâtel », 2006, 339 p. (ISBN 9782882250193, lire en ligne)
- Michel Schlup (Éd.), L'illustration botanique du XVIIe au XIXe siècle à travers les collections de la Bibliothèque, St-Blaise, Zwahlen, coll. « Patrimoine de la Bibliothèque publique et universitaire de Neuchâtel », 2009, 284 p. (ISBN 9782882250216)
- Michel Schlup (Éd.), Anne-Lise Grobéty, Jean-Paul Reding et Maryse Schmidt-Surdez, Marcel North (1909-1990) : dessinateur, aquarelliste, graveur, illustrateur, scénographe, écrivain et chroniqueur, St-Blaise, Zwahlen, 2009, 177 p. (ISBN 9782882250223)
- Michel Schlup (Éd.), Natalia Eraso, Laurent Gobat, Dominique de Montmollin, Jean-Paul Reding, Marie Reginelli, Michael Schmidt et Marie Vuarraz, Voyageurs au Levant et dans la Grande Asie, du XVIIe au XIXe siècle, St-Blaise, Zwahlen, coll. « Patrimoine de la Bibliothèque publique et universitaire de Neuchâtel », 2009, 362 p. (ISBN 9782882250209, lire en ligne)
- Michel Schlup (Éd.), Dominique de Montmollin et Michael Schmidt, Navigateurs, explorateurs et aventuriers : grands livres de voyages maritimes de la Renaissance au XIXe siècle, La Chaux-de-Fonds, Favre, coll. « Patrimoine de la Bibliothèque publique et universitaire de Neuchâtel », 2000, 250 p. (ISBN 9782882250155, lire en ligne)
- Guillaume Poisson (Éd.), Michel Schlup et Thierry Chatelain, Edouard Rott (1854-1924) : un diplomate neuchâtelois au service de l'histoire des relations franco-suisses : actes du colloque organisé par Guillaume Poisson et la Bibliothèque publique et universitaire de Neuchâtel, Neuchâtel, 25 octobre 2008, St-Blaise, Zwahlen, coll. « Patrimoine de la Bibliothèque publique et universitaire de Neuchâtel », 2011, 142 p. (ISBN 9782882250230)
- Michel Schlup (Éd.), Jean-Charles Giroud (Éd.), Thierry Chatelain et Thierry Devynck, Eric de Coulon, affichiste (1888-1956), Neuchâtel, Association des amis de l'affiche suisse, coll. « Patrimoine de la Bibliothèque publique et universitaire de Neuchâtel », 2013, 181 p. (ISBN 9782882250247)
- François Felber (Éd.), Joëlle Magnin-Gonze, Jean-Louis Moret, Michel Schlup et Thierry Chatelain, Des plantes à croquer ! : parcours culinaire à travers l'herbier peint de Louis Benoît (1755-1830), Neuchâtel, Bibliothèque publique et universitaire de Neuchâtel, coll. « Patrimoine de la Bibliothèque publique et universitaire de Neuchâtel », 2014, 204 p. (ISBN 9782882250254)